# Семс, Пол
Пол Джонс Сэммс (англ. Paul Jones Semmes; 4 июня 1815 — 10 июля 1863) — американский банкир, бизнесмен, бригадный генерал армии Конфедерации в годы американской гражданской войны. Погиб в сражении при Геттисберге.

## Происхождение
Пол Сэммс родился на плантации Монфорд в округе Уилкс (штат Джорджия) и происходил из известной в Мэриленде семьи, давшей нескольких заметных государственных и военных деятелей. Его единокровный брат — Альберт Джаллатин Сэммс (1810—после 1853) — позже стал помощником Верховного судьи штата Флорида. Их двоюродный дядя Бенедикт Сэммс (англ. Benedict Joseph Semmes) (1789—1863) был членом сената штата Мэриленд, а его племянники (троюродные братья Пола Сэммса) — адмирал Рафаэль Сэммс (1809—1877; будущий морской герой Конфедерации), коммодор Александр Сэммс (англ. Alexander Alderman Semmes) (1825—1885; офицер ВМФ США) и Томас Сэммс (англ. Thomas Jenkins Semmes) (1824—1899; конфедеративный сенатор от Луизианы).

## Ранние годы
Пол Сэммс обучался в школе Бемана (округ Хэнкок). Он окончил Университет Виргинии и стал банкиром и плантатором в Коламбусе (штат Джорджия). Его дела шли успешно, и он стал одним из самых известных жителей Коламбуса. С 1846 по 1861 год он служил капитаном ополчения Джорджии. В 1855 году вышло его пособие по военному делу «Пехотная тактика». В 1860 году губернатор Джозеф Браун назначил Сэммса генерал-квартирмейстером штата и поручил ему снабжение армии.

## Гражданская война
После начала Гражданской войны Сэммс был назначен полковником 2-го Джорджианского пехотного полка. 11 марта 1862 года он был повышен до бригадного генерала. Во время кампании на полуострове он был бригадным командиром в корпусе Джона Магрудера и занимался обороной Ричмонда. В начале Мэрилендской кампании его бригада была переброшена на север и влилась в Северо-Вирджинскую армию (в дивизию Мак-Лоуза) как раз к моменту вступления в Мэриленд. На тот момент она состояла из четырех полков:
- 10-й Джорджианский пехотный полк; майор Уиллис Хольт
- 53-й Джорджианский пехотный полк; подполковник Томас Слоан
- 15-й Вирджинский пехотный полк; кап. Эмметт Моррисон
- 32-й Вирджинский пехотный полк; полковник Эдгар Монтегю

Во время сражения у Южной горы бригада Семса. Обороняла ущелье Браунсвилл-Гэп, но когда федеральная армия атаковала ущелье Крэмптона, Семс направил на усиление обороны ущелья 10-й Джорджианский полк. 
Во время сражения при Энтитеме дивизия Мак-Лоуза пришла на поле боя поздно, около 9:00. В это время началось наступление дивизии Седжвика на позицию у дома Поффенбергера, которую удерживали остатки бригады Григсби. Томас Джексон запросил у Маклоуза помощи, и тот отправил к дому Поффенбергера бригаду Семса. На этой позиции Григсби и Семс встретили атаку федеральной бригады Гормана, и удерживали позицию, пока остальные бригады маклоуза не атаковали противника во фланг.
В начале ноября его бригада была реорганизована, и в ней остались только джорджианские полки. Два полка (50-й и 51-й Джорджианские) были переданы ему из расформированной бригады Томаса Дрейтона.
Во время сражения при Фредериксберге бригада стояла в резерве, зато хорошо проявила себя при Чанселорсвилле, когда сумела задержать наступление всего федерального V-го корпуса при Салем-Чёрч.
Во время геттисбергской кампании бригада Сэммса состояла из 4-х джорджианских полков:
- 10-й Джорджианский пехотный полк: полк. Джон Уимс
- 50-й Джорджианский пехотный полк: полк. Вильям Мэннинг
- 51-й Джорджианский пехотный полк: полк. Эдвард Болл
- 53-й Джорджианский пехотный полк: полк. Джеймс Симмс

Во время сражения при Геттисберге бригада наступала на правом фланге дивизии Мак-Лоуза, и вместе с бригадой Кершоу атаковала поле Уитфилд, однако сильно отстала и не смогла прикрыть фланг Кершоу. 50-й Джорджианский полк уклонился сильно влево, к полкам Кершоу, а 15-й Южнокаролинский, наоборот, отказался среди полков Сэммса. Сэммс был смертельно ранен в бедро во время атаки, что сказалось на управляемости его бригадой. Он умер восемь дней спустя в Мартинсберге и был похоронен в Коламбусе, на кладбище Линвуд. Незадолго до смерти он сказал военному корреспонденту: «Я полагаю, что это привилегия - умирать за свою страну».
Его Джорджианскую бригаду передали генералу Гуди Брайану.